# Aż po grób
Aż po grób (oryg. Get Low) – amerykański dramat filmowy z 2009 roku w reżyserii Aarona Schneidera.

## Fabuła
Od lat wszyscy boją się mieszkającego w odosobnieniu pustelnika znanego jako Felix Bush. Ludzie mawiają, że zrobił wiele niewyobrażalnych rzeczy i przez to unikają go jak ognia. Pewnego dnia Felix przyjeżdża do miasta ze strzelbą i plikiem pieniędzy, mówiąc, że chce opłacić pogrzeb. Jednak nie chce zwykłego pogrzebu, wręcz przeciwnie, chce swojego pogrzebu za życia, podczas którego każdy, kto zna jakąś historię o nim, będzie mógł się nią podzielić. Czując niezły zarobek z nadchodzącego wydarzenia, właściciel domu pogrzebowego, Frank Quinn, wyznacza swojemu młodemu pomocnikowi, Buddy'emu Robinsonowi, zadanie zdobycia tego zlecenia. Buddy'emu nie jest obca reputacja Felixa, ale dowiaduje się, że surrealistyczny plan Busha kryje za sobą bardzo prawdziwy i długo skrywany sekret, który musi wyjść na światło dzienne. Podczas kiedy zbliża się pogrzeb, tajemnica, która dotyczy również wdowy Maddie Darrow, jedynej osoby, która kiedykolwiek zbliżyła się do Felixa, a także księdza z Illinois, Charliego Jacksona, który odmawia przemawiania na pogrzebie swojego byłego przyjaciela, tylko się pogłębia. W dzień pogrzebu Felix nie jest w nastroju na wysłuchiwanie, jak inni opowiadają o nim zmyślone anegdoty; tym razem to on opowie o tym, dlaczego tyle czasu ukrywał się w lesie.
Film luźno oparty jest na prawdziwych wydarzeniach, które miały miejsce w roku 1938 w hrabstwie Roane w Tennessee.

## Obsada
- Robert Duvall jako Felix Bush
- Sissy Spacek jako Mattie Darrow
- Bill Murray jako Frank Quinn
- Lucas Black jako Buddy Robinson
- Gerald McRaney jako Horton
- Bill Cobbs jako Charlie Jackson
- Lori Beth Edgeman jako Kathryn Robinson
- Andrea Powell jako Bonnie
- Rebecca Grant jako Joan
- Scott Cooper jako Carl
- Blerim Destani jako Gary
- Chandler Riggs jako Tom